# Džefri Ingram Tejlor
Ser Džefri Ingram Tejlor (7. mart 1886 – 27. jun 1975) bio je britanski fizičar u matematičar, i vodeća figura u dinamici fluida i talasnoj teoriji. Njegov biograf i svojevremeno student, Džordž Bačelor, opisao ga je kao „jednog od najzapaženijih naučnika ovog (20.) veka”.

## Detinjstvo, mladost i obrazovanje
Tejlor je rođen u Sent Džons Vudu u Londonu. Njegov otac Edvard Ingram Tejlor bio je umetnik, a njegova majka Margaret Bul poticala je iz porodice matematičara (ujna mu je bila Alisija Bule Stot, a deda Džordž Bul). Kao dete bio je fasciniran naukom nakon što je pohađao božićna predavanja Kraljevske institucije, i izveo eksperimente pomoću valjka za farbanje i lepljive trake. Tejlor je studirao matematiku i fiziku na Triniti koledžu u Kembridžu od 1905. do 1908. Zatim je stekao stipendiju da nastavi u Kembridžu pod Dž. Dž. Tomsonom.

## Karijera i obrazovanje
Tejlor je studentima fizike najpoznatiji po svom prvom radu, objavljenom dok je još bio dodiplomski student, u kojem je pokazao da interferencija vidljive svetlosti stvara nabore čak i sa izuzetno slabim izvorima svetlosti. Interferentni efekti su proizvedeni svetlošću iz gasne svetlosti, atenuirane kroz niz ploča od tamnog stakla, koja se difraktovana oko šivaće igle. Za ostvarivanje dovoljne izloženosti fotografske ploče bila su potrebna tri meseca. U radu se ne spominju kvanti svetlosti (fotoni) i ne pominje se Ajnštajnova publikacija iz 1905. o fotoelektričnom efektu, mada se u današnje vreme rezultat može protumačiti opažanjem da je u proseku bilo prisutno manje od jednog fotona. Nakon što je oko 1927. godine postalo široko prihvaćeno da je elektromagnetno polje kvantifikovano, Tejlorov eksperiment je počeo da se predstavlja u pedagoškim razmatranjima kao dokaz da se interferentni efekti svetlosti ne mogu tumačiti u smislu da jedan foton biva ometan drugim fotonom - zapravo jedan foton mora da prođe kroz oba proreza aparata sa dvostrukim prorezom. Savremeno razumevanje teme pokazalo je da uslovi u Tejlorovom eksperimentu u stvari nisu bili dovoljni da se to pokaže, jer izvor svetlosti nije bio izvor pojedinačnog fotona. Eksperiment je reprodukovan 1986. godine korišćenjem izvora pojedinačnog fotona, i isti rezultat je dobijen.
On nakon toga objavio rad o udarnim talasima, za koji je nagrađen Smitovom nagradom. Godine 1910, on je izabran je za člana na Triniti koledža, a sledeće godine postavljen je na mesto u meteorološkom odseku, i stekao je zvanje prominentnog istraživača u oblasti dinamičke meteorologije. Njegov rad o turbulenciji u atmosferi doveo je do objavljivanja publikacije „Turbulentno kretanje u fluidima”, za koji mu je dodeljena Adamsova nagrada 1915. godine.
Godine 1913. Tejlor je služio kao meteorolog Ledene patrole plovila Skotija, gde su njegova zapažanja bila osnova njegovog kasnijeg rada na teorijskom modelu mešanja vazduha. Po izbijanju Prvog svetskog rata, poslat je u Kraljevsku fabriku aviona u Farnboru da primeni svoje znanje u dizajnu aviona, radeći, između ostalog, na naprezanju osovine propelera. Nije bio zadovoljan samo da sedi i bavi se naukom, već je on takođe naučio da upravlja avionima i da skače sa padobranom.
Posle rata Tejlor se vratio u Triniti i radio na primeni turbulentnog toka u okeanografiji. Takođe je radio na problemu prolaska tela kroz rotirajući fluid. Godine 1923, postavljen je za profesora istraživanja Kraljevskog društva kao Jarovov profesor istraživanja. To mu je omogućilo da prestane sa podučavanjem, čime se bavio prethodne četiri godine, a što mu se nije dopadalo i za šta nije imao velikih sposobnosti. U tom periodu je uradio svoj najširi rad na mehanici fluida i mehanici čvrstog tela, uključujući istraživanje deformacije kristalnih materijala koje je usledilo nakon njegovog ratnog rada u Farnboru. Takođe je dao još jedan veliki doprinos turbulentnom toku, gde je uveo novi pristup kroz statističku studiju fluktuacija brzine.
Godine 1934, Tejlor je, otprilike u isto vreme sa Majklom Polanjijem i Egonom Orovanom, shvatio da se plastična deformacija rastegljivh materijala može objasniti u smislu teorije dislokacija koju je razvio Vito Voltera 1905. Taj uvid je bio kritičan u razvoju moderne nauke mehanike čvrstog stanja.
Godine 1936, održao je Božićna predavanja Kraljevske ustanove, na temu „Brodovi”. Jedno od njih, o tome „zašto se brodovi valjaju po uzburkanom moru“, bilo je prvo božićno predavanje RI koje je emitovao BBC.

### Projeкаt Menhetn
Tokom Drugog svetskog rata, Tejlor je ponovo primenio svoju stručnost na vojne probleme kao što je širenje talasa eksplozije, proučavajući talase u vazduhu i podvodne eksplozije. Tejlor je bio poslat u Sjedinjene Države 1944–1945 kao deo britanske delegacije u Projektu Menhetn. U Los Alamosu, Tejlor je pomogao u rešavanju problema nestabilnosti implozije u razvoju atomskog oružja, posebno plutonijumske bombe korišćene u Nagasakiju 9. avgusta 1945.
Godine 1944, takođe je dobio vitešku titulu i Koplijevu medalju od Kraljevskog društva. Sledeće godine je izabran u Nacionalnu akademiju nauka Sjedinjenih Država.
Tejlor je bio prisutan na nuklearnom testu Triniti, 16. jula 1945. godine, kao deo „VIP liste“ generala Leslija Grouvsa od samo 10 ljudi koji su posmatrali test sa brda Kompanija, oko 20 milja (32 km) severozapadno od bojevnog tornja. Igrom slučaja, Džoan Hinton, još jedan direktni potomak matematičara Džordža Bula, radila je na istom projektu i nezvanično prisustvovala događaju. U to vreme su se sreli, ali su kasnije krenuli različitim putevima. Džoan, koja se oštro protivila nuklearnom oružju, prebegla je u Maovu Kinu, dok je Tejlor tvrdio da političko opredeljenje nije u nadležnosti naučnika.
Godine 1950, objavio je dva rada u kojima je procenjivao snagu eksplozije koristeći Bakingemsku Pi teoremu i fotografije velike brzine iz tog testa, sa vremenskim oznakama i fizičkom skalom radijusa eksplozije, koje su objavljene u časopisu Lajf. On je dao dve procene od 16,8 i 23,7 kt, blizu prihvaćene vrednosti od 20 kt, koja je u to vreme još uvek bila visoko poverljiva.

### Kasniji život
Tejlor je nastavio svoja istraživanja nakon rata, služeći u Komitetu za aeronautička istraživanja i radeći na razvoju supersoničnih aviona. Iako je zvanično otišao u penziju 1952. godine, nastavio je sa istraživanjem narednih dvadeset godina, koncentrišući se na probleme koji se mogu rešiti upotrebom jednostavne opreme. Ovo je dovelo do takvih napredaka kao što je metoda za merenje drugog koeficijenta viskoznosti. Tejlor je osmislio nestišljivu tečnost u kojoj su suspendovani odvojeni mehurići gasa. Disipacija gasa u tečnosti tokom ekspanzije bila je posledica smicajnog viskoziteta tečnosti. Tako se viskoznost u rasutom stanju lako može izračunati. Njegov drugi kasniji rad uključivao je uzdužnu disperziju protoka u cevima, kretanje kroz porozne površine i dinamiku slojeva tečnosti.
Tejlor je 1955. godine izabran za međunarodnog člana Američkog filozofskog društva i Američke akademije nauka i umetnosti.
Aspekti Tejlorovog života često su dolazili do izražaja u njegovom delu. Njegovo preovlađujuće interesovanje za kretanje vazduha i vode, a time i njegova proučavanja kretanja jednoćelijskih morskih stvorenja i vremenskih prilika, bili su povezani sa njegovom životnom ljubavlju prema jedrenju. Tokom 1930-ih izumeo je 'CQR' sidro, koje je bilo i jače i lakše za korišćenje od bilo kog drugog u upotrebi, i koje se koristilo za sve vrste malih plovila, uključujući hidroavione.
Njegov finalni istraživački rad objavljen je 1969. godine, kada je imao 83 godine. U njemu se ponovo interesuje za električnu aktivnost u grmljavini, kao mlazove provodljive tečnosti motivisane električnim poljima. Konus iz kojeg se posmatraju takvi mlazovi naziva se Tejlorov konus, po njemu. Iste godine Tejlor je dobio medalju i nagradu A. A. Grifita, kao i Orden za zasluge.